# París-Tours 2009
La París-Tours 2009 es la edición 103.ª de la París-Tours que se disputó el 11 de octubre de 2009 con una distancia de 230 km. El vencedor final fue el belga Philippe Gilbert del equipo Silence-Lotto, que de este modo ganaba la segunda París-Tours de manera consecutiva.

## Equipos participantes
En esta edición tomaron parte 25 equipos y un total de 192 corredores
| - AG2R La Mondiale - Agritubel - Auber 93 - Besson Chaussures-Sojasun - BMC Racing Team - Bouygues Telecom - Bretagne-Schuller - Caisse d'Epargne - Cervélo TestTeam | - Cofidis - Euskaltel-Euskadi - Garmin-Slipstream - Française des Jeux - Lampre-NGC - Landbouwkrediet - Tonissteiner - Quick Step - Rabobank | - Roubaix Lille Métropole - Silence-Lotto - Skil-Shimano - Team Columbia-HTC - Team Katusha - Team Milram - Team Saxo Bank - Vacansoleil |

## Recorrido
El recorrido de 230 km atraviesa los departamentos del Eure y Loir, de Loir-te-Cher y del Indre-te-Loire. La salida se hace desde Chartres y hasta el km 44, al llegar a Bonneval, los ciclistas no se reencuentran con el trazado habitual. En los últimos 10 km los ciclistas tienen que franquear tres pequeñas dificultades montañosas: la cota de la Épan (500 m al 8 %), la cota de Pont Volando (400 m al 7 %) y la cota del Pequeño Paso del Âne (500 m al 7 %). La llegada está situada a la avenida de Grammont, de 2600 m.

## Desarrollo de la carrera
El primero a atacar, al kilómetro 9, es Jonathan Thiré. A él se añaden Martin Elmiger, Cédric Pineau, Matthieu Ladagnous, Damien Gaudin, Jean-Luc Delpech, Matthew Hayman, Aart Vierhouten, Tom Veelers y Lazlo Bodrogi. Este grupo llega a tener una diferencia de hasta 4'45" de diferencia respecto al gran grupo.
Despacio el grupo los irá recortando la diferencia y a carencia de 30 km esta se sitúa alrededor del medio minuto.
A 11 km de la llegada Tom Veelers ataca en el grupo de escapados, pero tan solo 2 km más tarde será cogido por un grupo formado por Greg Van Avermaet, Philippe Gilbert, Tom Boonen y Borut Božič. Mientras Van Avermaet se descuelga delante, por el detrás ataca Filipo Pozzato, aprovechando el paso por la cota de Pont Volando, pero no podrá contactar con trío de escapados. A 200 m de la llegada Gilbert lanza de esprint, imponiéndose por segunda vez consecutivo a Tours.

## Clasificación final
| Pos. | Ciclista          | Equipo                | Tiempo     |
| ---- | ----------------- | --------------------- | ---------- |
| 1.   | Philippe Gilbert  | Silence-Lotto         | 5h 12' 23" |
| 2.   | Tom Boonen        | Quick Step            | m. t.      |
| 3.   | Borut Božič       | Vacansoleil           | + 2"       |
| 4.   | Filippo Pozzato   | Team Katusha          | + 16"      |
| 5.   | Óscar Freire      | Rabobank              | m. t.      |
| 6.   | Francesco Gavazzi | Lampre NGC            | m. t.      |
| 7.   | Gerben Löwik      | Vacansoleil           | m. t.      |
| 8.   | Pablo Lastras     | Caisse d'Epargne      | m. t.      |
| 9.   | Martin Reimer     | Cervélo TestTeam      | m. t.      |
| 10.  | Iauhèn Hutaròvitx | La Française des Jeux | m. t.      |